# Tim Hoogland
Tim Hoogland (ur. 11 czerwca 1985 r. w Marl) – niemiecki piłkarz występujący na pozycji obrońcy w VfL Bochum.

## Kariera klubowa
Tim Hoogland pierwsze kroki w futbolu stawiał w wieku 5 lat w klubie VfB Hüls. W 1996 roku przeniósł się do TSV Marl-Hüls, gdzie 2 lata później został zauważony przez skautów FC Schalke 04 i od 1998 r. występuje w zespole z Zagłębia Ruhry.
W Bundeslidze 22-letni zawodnik rozegrał 12 meczów i nie strzelił żadnego gola. Kontrakt z Schalke miał podpisany do 2008 roku, ale latem 2007 przeszedł do 1. FSV Mainz 05, spadkowicza z Bundesligi. W 2010 roku podpisał kontrakt z FC Schalke 04. W sezonie 2012/2013 był wypożyczony do VfB Stuttgart. Latem 2014 przeszedł do Fulham. W 2015 został zawodnikiem VfL Bochum.